# Elena Băsescu
Elena Băsescu, née le 24 avril 1980 à Constanța, est une femme politique roumaine. Plus jeune fille du président Traian Băsescu, elle est députée européenne de 2009 à 2014.

## Biographie
Diplômée en économie, elle mène une carrière de mannequin.
Elle entre en politique en 2007. Elle parvient à réunir les 200 000 signatures nécessaires à sa candidature aux élections européennes de 2009. Membre du Parti démocrate-libéral, elle se présente en tant qu'indépendante. Selon L'Express, elle est régulièrement accusée « de népotisme et d'incompétence, entretenues par ses gaffes et ses bourdes grammaticales en série ». Sa popularité atteint jusqu'à 16 %, et s'effondre juste avant l'élection. Elle est finalement élue députée européenne avec 4,2 % des suffrages. Elle siège au sein du groupe PPE.